# Les Enfants du péché : Nouveau Départ
Série Les Enfants du péché
Les Enfants du péché
(2014) Secrets de famille
(2015)
Pour plus de détails, voir Fiche technique et Distribution.
Les Enfants du péché : Nouveau Départ (Petals on the Wind) est un téléfilm américain réalisé par Karen Moncrieff, en 2014.
C'est le deuxième volet de la série de téléfilms adaptée de la série littéraire Fleurs captives de Virginia C. Andrews. Ce deuxième volet est adapté du second roman intitulé Pétales au vent.
Il est diffusé le 26 mai 2014 sur Lifetime.
En France, le téléfilm est diffusé pour la première fois le 26 janvier 2015 sur TF1 et au Québec, l'intégralité de la série de téléfilms est disponible depuis le 31 mars 2016 sur le service ICI TOU.TV.

## Synopsis
Dix ans après leur fuite du grenier où leur mère et leur grand-mère les avaient enfermés, Cathy, Christopher et Carrie enterrent Paul Sheffield, l'homme qui les a recueillis et élevés. Les enfants tracent chacun leur chemin et réalisent leurs rêves : Cathy est danseuse de ballet ; Christopher est en faculté de médecine ; et Carrie étudie dans une école d'élite. Cathy fait la connaissance de Julian Marquet, le fils de sa professeure de danse, qui la séduit et lui propose de le suivre à New York, au grand dam de Christopher, toujours amoureux de sa sœur. Ce dernier courtise Sarah Reeves, la fille de son professeur à la faculté. Carrie subit les moqueries de ses camarades qui la traitent d'anormale. Quant à Corrine, elle a complètement oublié ses enfants et s'est mariée à Bart Winslow. Elle renouvelle le manoir Foxworth et possède une grande place dans la haute société.

## Fiche technique
Sauf indication contraire, les informations mentionnées dans cette section peuvent être confirmées par la base de données cinématographiques IMDb,  présente dans la section « Liens externes ».
- Titre original : Petals on the Wind
- Titre français et québécois : Les Enfants du péché : Nouveau Départ
- Réalisation : Karen Moncrieff
- Scénario : Kayla Alpert, d'après le roman Pétales au vent de Virginia C. Andrews
- Musique : Mario Grigorov
- Direction artistique : Angela Stauffer
- Décors : Wayne Shepherd
- Costumes : Mona May
- Photographie : Anastas N. Michos
- Montage : Mark Stevens
- Production : Richard D. Arredondo et Lina Wong
- Sociétés de production : A+E Studios, Cue the Dog Productions, Fries Film Company, Inc. et Silver Screen Pictures
- Société de distribution : Lifetime
- Pays de production :  États-Unis
- Langue originale : anglais
- Format : couleur - 35 mm - 1,85:1 - son Dolby numérique
- Genre : Thriller
- Durée : 85 minutes
- Dates de première diffusion : 
  - États-Unis : 26 mai 2014
  - France : 26 janvier 2015
  - Québec : 31 mars 2016

## Distribution
- Heather Graham (VF : Danièle Douet) : Corrine Winslow
- Ellen Burstyn (VF : Annie Sinigalia) : Olivia Foxworth
- Rose McIver (VF : Karine Foviau) : Cathy Sheffield / Dollanganger
- Wyatt Nash (en) (VF : Franck Monsigny) : Christopher Sheffield / Dollanganger Jr.
- Bailey Buntain (VF : Adeline Chetail) : Carrie Sheffield / Dollanganger
- Whitney Hoy (VF : Kelly Marot) : Sarah Reeves
- Will Kemp (en) (VF : Damien Boisseau) : Julian Marquet
- Dylan Bruce (VF : Nicolas Djermag) : Bart Winslow
- Ellia English (en) : Henny
- Nick Searcy : Dr Reeves
- Helen Nasillski : Marisha Marquet
- George Korov : Ravil Isyanov
- Stephanie Kim : Yolanda Lange
- Ross Philips : Alex Conroy
- Skyler Vallo : Lacey St. Morgan
- Megan Easton : Ashley
- Molly Hagan : Miss Calhoun
- Gabriel Bateman : Michael
- Talitha Bateman : Emma

## Accueil

### Critiques
Le film a reçu des critiques positives, avec un score de 64/100 sur la base de 4 critiques collectées sur le site agrégateur de critiques Metacritic.

### Audience
Le téléfilm a été vu par 3,42 millions de téléspectateurs lors de sa première diffusion aux États-Unis, un score en baisse comparé au premier volet

## Suites
- Les Enfants du péché (Flowers in the Attic), premier volet, diffusé en janvier 2014.
- Les Enfants du péché : Secrets de famille (If There Be Thorns) , troisième volet, diffusé en avril 2015.
- Les Enfants du péché : Les Racines du mal (Seeds of Yesterday) , quatrième et dernier volet, diffusé en avril 2015.